# Wilczyn (województwo wielkopolskie)
Wilczyn – wieś w Polsce położona w województwie wielkopolskim, w powiecie konińskim, siedziba gminy Wilczyn, nad Jeziorem Wilczyńskim.
W latach 1458–1870 miejscowość była miastem. W latach 1975–1998 należała administracyjnie do województwa konińskiego.

## Historia
Pierwsze wzmianki o Wilczynie pochodzą z 1247 z dokumentu księcia kujawskiego Kazimierza, syna Konrada. Przed 1458 rokiem uzyskał prawa miejskie. W 1769 miało tu miejsce starcie konfederatów barskich, dowodzonych przez rotmistrza Antoniego Morawskiego, z wojskami rosyjskimi (podczas bitwy zginęło 200 Polaków, a drugie tyle zostało zamordowanych po wzięciu do niewoli).
W 1870 roku Wilczyn został pozbawiony praw miejskich. 
We wsi urodzili się Zygmunt Lichniak (eseista, poeta, krytyk literacki i filmowy) oraz Wojciech Hanc (duchowny rzymskokatolicki i teolog). 
Ostatni okres życia spędził w niej malarz Antoni Szulczyński. Wykonał m.in. malowidła w kościele św. Urszuli oraz chrzcielnicę dla kościoła św. Tekli. Zmarł w Wilczynie w 1922 i został pochowany na miejscowym cmentarzu.
2 lipca 1904 roku we wsi powstała jednostka Ochotniczej Straży Pożarnej. Jej pierwszym prezesem był Stanisław Taczanowski - miejscowy dziedzic, który natychmiast po zarejestrowaniu jednostki przekazał swoje grunty pod jej budowę. Jednostka jest częścią KSRG. 
W okresie PRL-u powstała we wsi Spółdzielnia Kółek Rolniczych, Gminny Ośrodek Kultury czy Zasadnicza Szkoła Rolnicza. W 1964 roku oddano do użytku szkołę podstawową - "tysiąclatkę". 
We wsi działają również: Gminna Biblioteka Publiczna, Wilczyńskie Stowarzyszenie Promocji i Rozwoju, Rowerowy Wilczyn, Stowarzyszenie im. Antoniego Szulczyńskiego, Stowarzyszenie Ród Wilczyńskich Herbu Poraj oraz lokalne kąpielisko.  

## Zabytki
- XVI-wieczny kościół parafialny z 1566 z częściowym wyposażeniem z XV wieku i XVII-wiecznymi organami.
- Drewniany kościół św. Tekli z 1781.

## Sport
- Klub piłkarski Wilki Wilczyn. W sezonie 2024/2025 drużyna rozgrywała spotkania w klasie okręgowej, gr. wielkopolskiej VI (VI poziom rozgrywkowy)[9]
- Klub siatkarski LUKS Wilki Wilczyn (sekcja mężczyzn i kobiet). Siatkarze występują w polskiej II lidze (III poziom rozgrywkowy), siatkarki natomiast występują w Pałuckiej Lidze Siatkówki Dziewcząt.

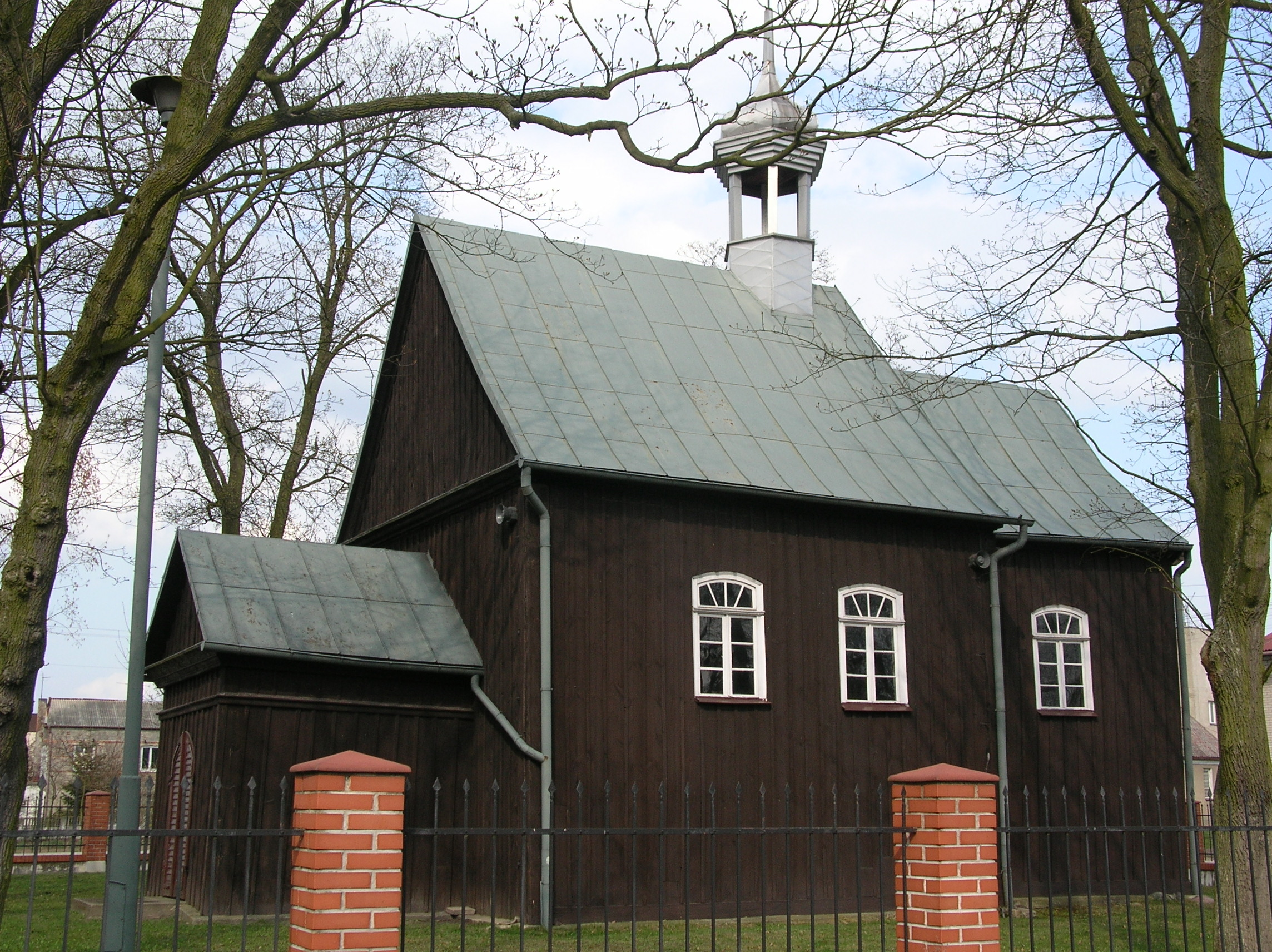
Drewniany kościół w Wilczynie
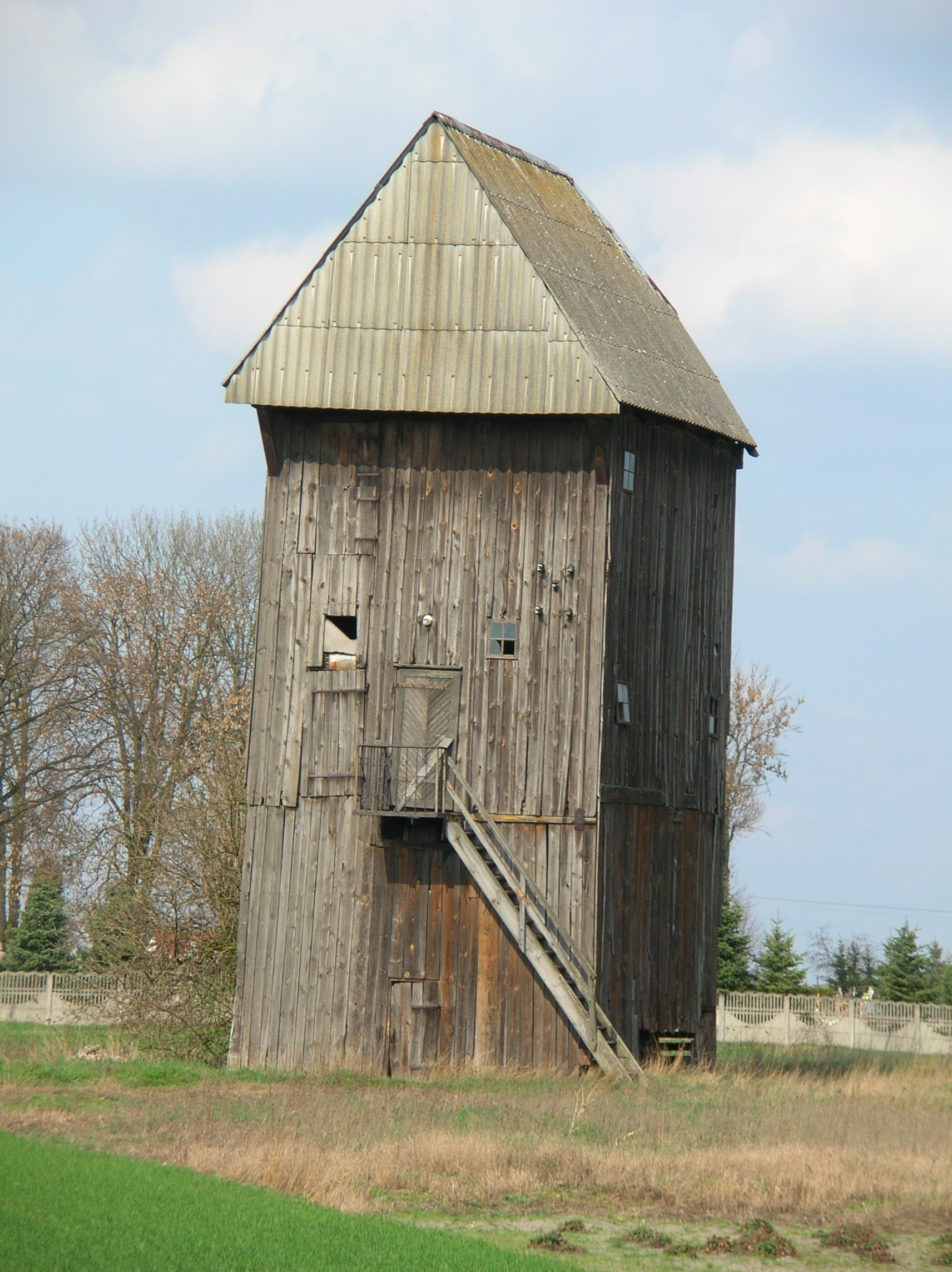
Wiatrak w Wilczynie
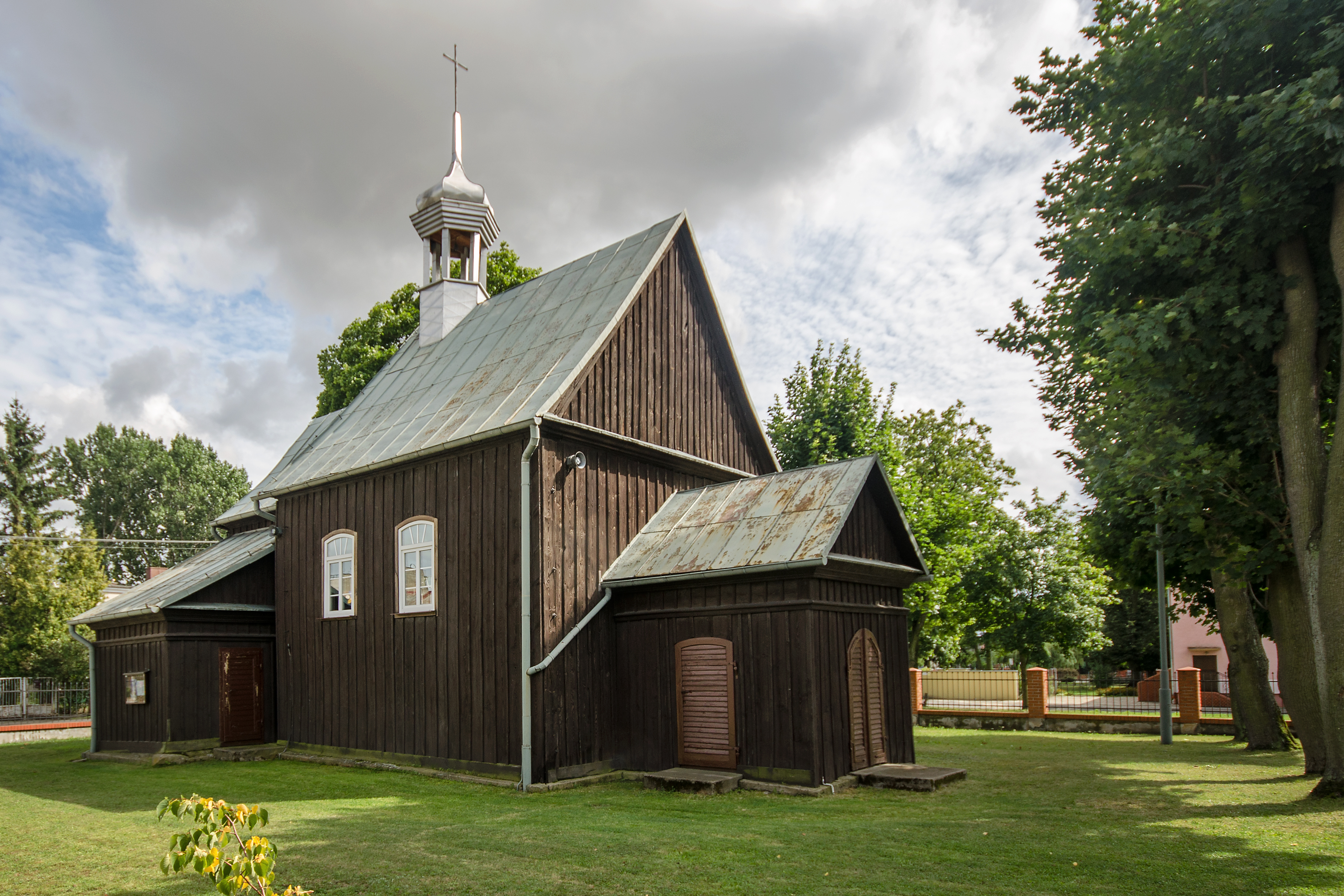
Kościół św. Tekli w Wilczynie
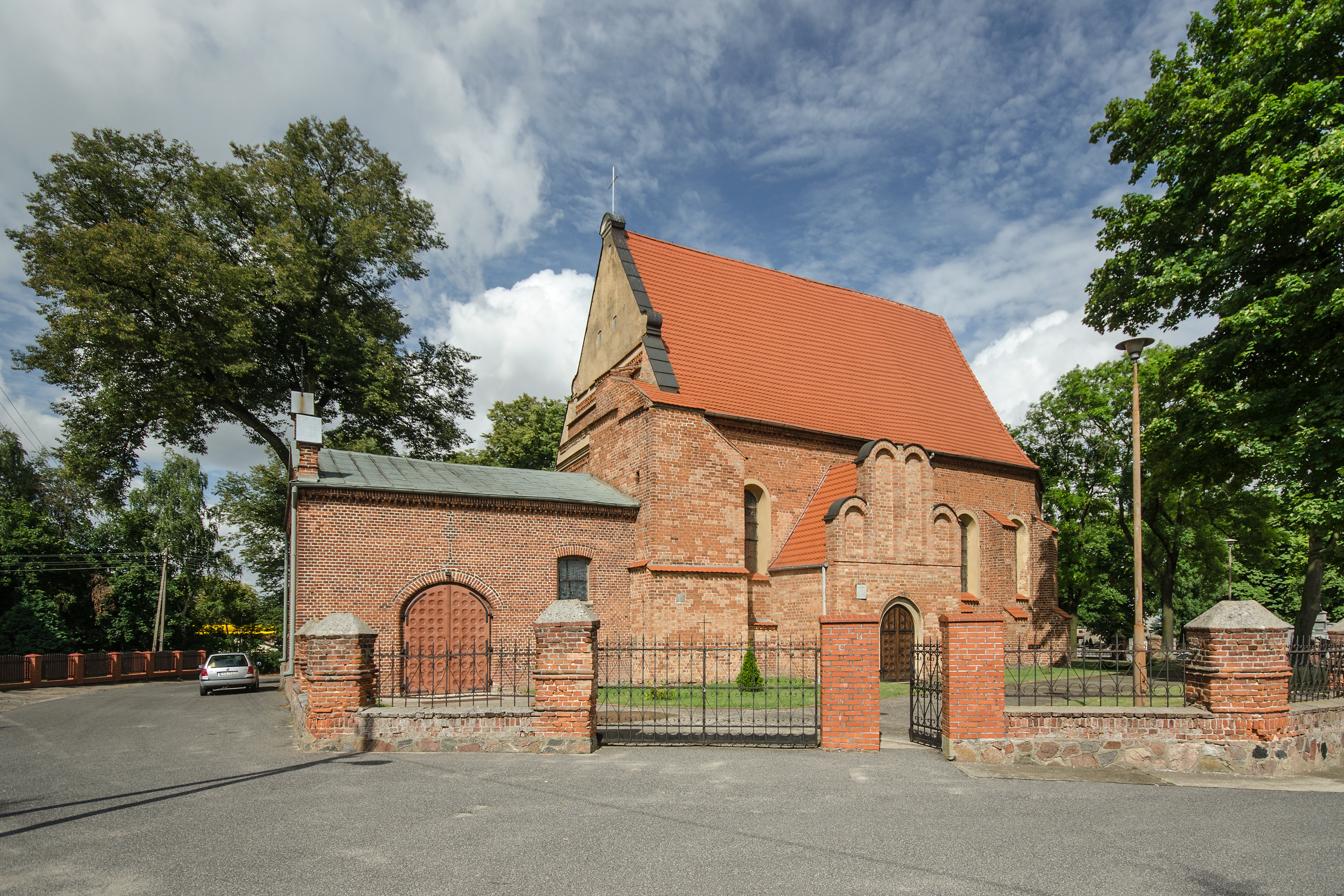
Kościół św. Urszuli w Wilczynie